# Gråhuvad dopping
Gråhuvad dopping (Poliocephalus poliocephalus) är en fågel i familjen doppingar inom ordningen doppingfåglar.

## Utbredning och systematik
Fågeln föekommer i Australien, på Tasmanien samt på nyzeeländska Sydön.

## Status
Arten har ett stort utbredningsområde och beståndet anses stabilt. Internationella naturvårdsunionen IUCN listar den därför som livskraftig (LC).

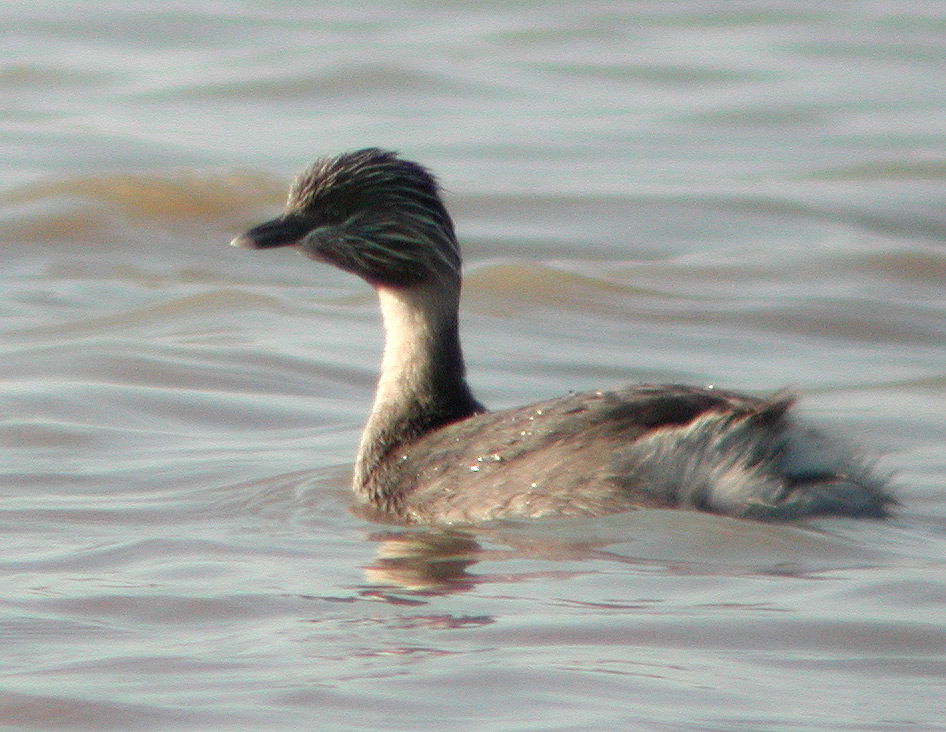